# پیتر فلانری
پیتر فلانری (انگلیسی: Peter Flannery؛ زادهٔ ۱۲ اکتبر ۱۹۵۱) نمایشنامه‌نویس و نویسنده اهل بریتانیا است.
از فیلم‌ها یا مجموعه‌های تلویزیونی که وی در آن‌ها نقش داشته‌است، می‌توان به پوآرو، در امتداد رودخانه به سمت درخت‌ها و معشوقه شیطان اشاره نمود.